# Supayacetus
Supayacetus — вимерлий рід китоподібних базилозаврид із середньоеоценових (бартонський етап) родовищ південного Перу.

## Етимологія
Рід названий на честь Супая, бога смерті інків, і ketos грецького значення для кита.

## Опис
Supayacetus відомий з голотипу MUSM 1465, часткового скелета. Як Ocucajea, він був зібраний на місці розкопок долини Археоцент, від формації Паракас басейну Піско приблизно від 40,4 до 37,2 мільйонів років тому. Його назвали Uhen et al. 2011 р. і типовий вид S. muizoni вшановує палеонтолога Крістіана де Муйсона, який зробив значний внесок у перуанську палеонтологію.
У порівнянні з іншими базилозавридами, Supayacetus більший за Protocetus, але його череп і хребці менші, ніж у інших базилозаврид.